# Na żywo (film)
Na żywo (ang. Nick of Time) – amerykański thriller z 1995 roku. Został wyreżyserowany przez Johna Badhama.

## Treść filmu
Gene Watson (Depp) jest księgowym. Po pogrzebie swojej żony w poszukiwaniu pracy przyjeżdża do Los Angeles. Zabiera ze sobą córeczkę, 6-letnią Lynn (Chase). Na dworcu dziewczynka zostaje uprowadzona. Porywacze (Maffia, Walken) dają Watsonowi 1,5 godziny na zamordowanie kobiety przebywającej w pobliskim hotelu – gubernator Kalifornii. Mężczyzna wie, że zamordowanie jej to misja samobójcza. Szuka pomocy u pracowników hotelu – jednak wszyscy są zamieszani w spisek. Wszyscy, z wyjątkiem pucybuta (Dutton). Wspólnie starają się nie dopuścić do śmierci małej Lynn, nie zabijając przy tym pani gubernator.
Film trwa 90 minut – tyle samo czasu dali porywacze Watsonowi na zabicie gubernator. Ponadto, niemal cała akcja filmu rozgrywa się w hotelu, gdzie zatrzymała się kobieta.

## Obsada
- Johnny Depp jako Gene Watson
- Christopher Walken jako pan Smith (porywacz)
- Roma Maffia jako panna Jones (porywaczka)
- Marsha Mason jako gubernator Eleanor Grant
- Peter Strauss jako Brendon Grant
- Courtney Chase jako Lynn Watson
- Charles S. Dutton jako pucybut